# Hesher – Der Rebell
Hesher – Der Rebell (Originaltitel: Hesher) ist ein US-amerikanisches Filmdrama von 2010. Regie führte Spencer Susser, der zusammen mit David Michôd auch das Drehbuch verfasste.

## Handlung
Die Welt des 13-jährigen T.J. Forney ist alles andere als in Ordnung: Vor wenigen Monaten starb seine Mutter bei einem Autounfall, der Vater Paul Forney betäubt seine Trauer mit Medikamenten und in der Schule wird T.J. von einem fiesen Schlägertypen drangsaliert. T.J. versucht erfolglos, das Autowrack zu erwerben in dem seine Mutter starb, während sein Vater Paul mit Depressionen zu kämpfen hat und Hilfe in einer Selbsthilfegruppe sucht. Eines Tages lernt er Hesher kennen, einen Rumtreiber mit einer Schwäche für Heavy-Metal-Musik, Pornofilme und Brandstifterei. Dieser nistet sich bei der Familie ein und bringt mit seiner anarchischen Art mächtig Bewegung in das vor Trauer und Schmerz erstarrte Leben von T.J. und dessen Vater. Hesher steckt das Auto des Schlägertypen in Brand. Die Polizei hält T.J. für den Brandstifter und behandelt ihn erkennungsdienstlich. Als Hesher mit Nicole, einer Supermarktkassiererin, dem heimlichen Schwarm von T.J., von diesem im Bett erwischt wird, kommt es zum Konflikt. Nach dem Tod der Großmutter rollt Hesher mit deren Sarg ein letztes Mal durch die Straßen, da er ihr einen Spaziergang versprochen hat; T.J. und sein Vater schließen sich an. Paul schneidet sich den Bart ab, damit „wieder Luft an sein Gesicht kann“. Zum Abschied hinterlässt Hesher das zusammengepresste Autowrack in der Garageneinfahrt vor dem Haus der Familie und auf dem Hausdach den weißen Schriftzug „HESHER WAS HERE!“.

## Kritik
„Lange Zeit ist unklar, ob ‚Hesher‘ ein misslungener Versuch einer schwarzen Komödie oder schlicht und ergreifend ein unkomisches Drama sein soll.“

„Suggestives Drama um einen Außenseiter, der als krasses Störelement in den Kosmos einer beschädigten Familie eindringt, sowie einen kindlichen Trauerprozess.“